# Ursus nella valle dei leoni
Ursus nella valle dei leoni è un film peplum del 1962 diretto da Carlo Ludovico Bragaglia.
Appartenente al filone dei sword and sandal, il film segue le avventure di Ursus, un principe esiliato che, dopo essere cresciuto tra i leoni, lotta per riconquistare il trono usurpato. Il ruolo del protagonista è interpretato da Ed Fury, attore e culturista statunitense noto per la sua partecipazione a numerosi film mitologici italiani dell’epoca.
Il film si inserisce in un periodo di grande popolarità del peplum, un genere che tra la fine degli anni ’50 e l’inizio degli anni ’60 conobbe un ampio successo internazionale grazie a pellicole come Le fatiche di Ercole (1958) e Spartacus (1960). La regia di Bragaglia, veterano del cinema italiano, e la colonna sonora di Riz Ortolani, celebre compositore noto per il suo lavoro in film come Mondo cane (1962), contribuiscono a definire l'atmosfera epica del racconto.
Tra gli altri membri del cast figurano Moira Orfei, Alberto Lupo e Maria Luisa Merlo, con una sceneggiatura firmata da Giuseppe Mangione e Alessandro Continenza. Distribuito in Italia da Filmar, Ursus nella valle dei leoni è considerato una delle opere rappresentative dell'ultima fase del genere, poco prima della sua progressiva scomparsa a favore dello spaghetti western negli anni successivi.

## Trama
Ursus cresce in mezzo ad un branco di leoni dopo che il malvagio Ajak ha ucciso suo padre usurpandone il trono.
Un giorno Ursus incontra un mercante di schiave e gli offre il proprio medaglione in cambio di una ragazza di nome Ania, di cui si è invaghito.
Il medaglione capita nelle mani del crudele Ajak che lo riconosce, deducendo quindi che Ursus è ancora vivo; Ajak teme che il giovane possa un giorno rivendicare il trono che gli spetterebbe di diritto e quindi decide di andare a cercarlo per ucciderlo.
Al termine di una battaglia senza esclusione di colpi Ursus riesce a sconfiggere Ajak e a riprendersi il suo trono, che potrà condividere con la sua bella Ania.